# カヌリ語
カヌリ語（カヌリご）は、ナイジェリア、ニジェール、チャド、カメルーン内でおおよそ400万人に話される方言連続体である。リビア南部の小さな少数民族やスーダンのディアスポラでも話される。カヌリ語はナイル・サハラ語族のサハラ語派に属する言語である。

## 下位分類
- 中央カヌリ語【knc】
- マンガ・カヌリ語【kby】
- トゥマリ・カヌリ語【krt】
- ビルマ・カヌリ語【bms】
- カネンブ語【kbl】